# Katenmoor, Schindermoor, Dewsbeeker Moor und Schapbrooker Moor
Katenmoor, Schindermoor, Dewsbeeker Moor und Schapbrooker Moor ist ein Naturschutzgebiet in der schleswig-holsteinischen Stadt Bad Bramstedt und der Gemeinde Schmalfeld im Kreis Segeberg.
Das rund 19 Hektar große Naturschutzgebiet ist unter der Nummer 61 in das Verzeichnis der Naturschutzgebiete des Ministeriums für Landwirtschaft, Umwelt und ländliche Räume eingetragen. Es steht sie dem 26. Oktober 1962 unter Schutz. Zuständige untere Naturschutzbehörde ist der Kreis Segeberg.
Das Naturschutzgebiet liegt südöstlich von Bad Bramstedt. Es besteht aus vier Teilflächen. Die nördlichste der Teilflächen, das Schapbrooker Moor, liegt nordwestlich der Anschlussstelle Bad Bramstedt der Bundesautobahn 7, das Katenmoor südwestlich dieser. Das Schindermoor liegt ebenfalls westlich der Autobahn und grenzt im Osten direkt an diese. Diese drei Teilflächen liegen auf dem Gebiet von Bad Bramstedt. Die vierte Teilfläche, das Dewsbeeker Moor, das sich am Rand der Niederung der Schmalfelder Au befindet, wird von der Autobahn durchschnitten. Es liegt mit der östlich der Autobahn liegenden Fläche größtenteils auf dem Gebiet der Gemeinde Schmalfeld. Die westlich der Autobahn liegende Fläche befindet sich auf dem Gebiet von Bad Bramstedt.
An das Katenmoor und das Schindermoor grenzen Teilflächen des Landschaftsschutzgebietes „Bad Bramstedt (Bramerau-Osterau, Schmalfelder Au, Hohes Moor)“. Die Moorflächen sind überwiegend baumfrei mit Gehölzaufwuchs in den Randbereichen. Sie verfügen zum Teil über offene Wasserflächen und grenzen teilweise an Grünland, teilweise an Waldflächen. Das Naturschutzgebiet wird vom Landesverband Schleswig-Holstein des Naturschutzbundes Deutschland betreut.